# 籾山泰一
籾山 泰一（もみやま やすいち、本名たいいち、1904年1月11日 - 2000年3月3日）は日本の植物学者である。
東京都の築地で生まれた。父親は俳人で俳書堂・籾山書店の経営者、俳句総合雑誌の草分け『俳諧雑誌』の創刊者・主宰者の籾山梓月である。泰一も俳号、梓山を名乗った。従兄に鳥類学者の籾山徳太郎がいるため、論文のイニシャルが重なるのをきらって、「やすいち」の名前を使うようになった。
慶応大学予科を病気で中退した後、中井猛之進のもとで7年間植物学を学び、樹木学の猪熊泰三のもとで研究した。横浜植物会の初期からのメンバーである。1941年から資源調査を目的とした研究機関、資源科学研究所の植物部門で働いた。資源科学研究所が業務停止した後は東京都立大学 (1949-2011)で牧野富太郎の標本整理などを行った。著作に、編集を行った『梓雪句集』や『ばら花譜』などがある。